# Luzonvliegenvanger
De luzonvliegenvanger (Ficedula disposita) is een vogelsoort uit de familie van de muscicapidae (vliegenvangers). Er zijn geen ondersoorten. Het is een gevoelige endemische vogelsoort op de Filipijnen. De vogel werd in 1967 ontdekt en als ondersoort van de bonthainvliegenvanger (F. bonthaina) beschreven.

## Kenmerken
Deze vliegenvanger is 11 tot 11,5 cm lang. Het is een onopvallende, vrij kleine vliegenvanger, van boven grijsbruin en van onder grijs. Het enige opvallende kenmerk is een roestbruine staart waarvan de buitenste staartpennen lichter, oranjekleurig zijn.

## Verspreiding en leefgebied
De vogel komt alleen voor op het eiland Luzon (Filipijnen). De luzonvliegenvanger komt voor in dichte ondergroei die ontstaat na hergroei in gekapt regenwoud in laagland en heuvelland tot op 700 m boven de zeespiegel.

## Status
De grootte van de populatie is niet gekwantificeerd. Omdat de vogel vooral in ondergroei voorkomt, kan hij zich redelijk aanpassen in gebieden waar selectief gekapt wordt. Toch wordt de soort als gevoelig op de Rode Lijst van de IUCN gehandhaafd omdat op Luzon nu ook binnen het bestaande leefgebied vaak ook de ondergroei wordt verwijderd als natuurlijk bos wordt omgezet in gebied voor agrarisch gebruik en menselijke bewoning.